# Dace Krūmiņa
Dace Krūmiņa (Riga, 2 luglio 1969) è un'ex cestista lettone, fino al 1991 sovietica.

## Carriera
Con la Lettonia ha disputato i Campionati europei del 1999.